# Stenachroia
Stenachroia is een geslacht van vlinders van de familie snuitmotten (Pyralidae), uit de onderfamilie Galleriinae.

## Soorten
- S. elongella Hampson, 1898
- S. myrmecophila Turner, 1905